# Plouisy
Plouisy (tiếng Breton: Plouizi) là một xã của tỉnh Côtes-d’Armor, thuộc vùng Bretagne, tây bắc Pháp.

## Dân số
Người dân ở Plouisy được gọi là Plouisyens.